# Jugurtha

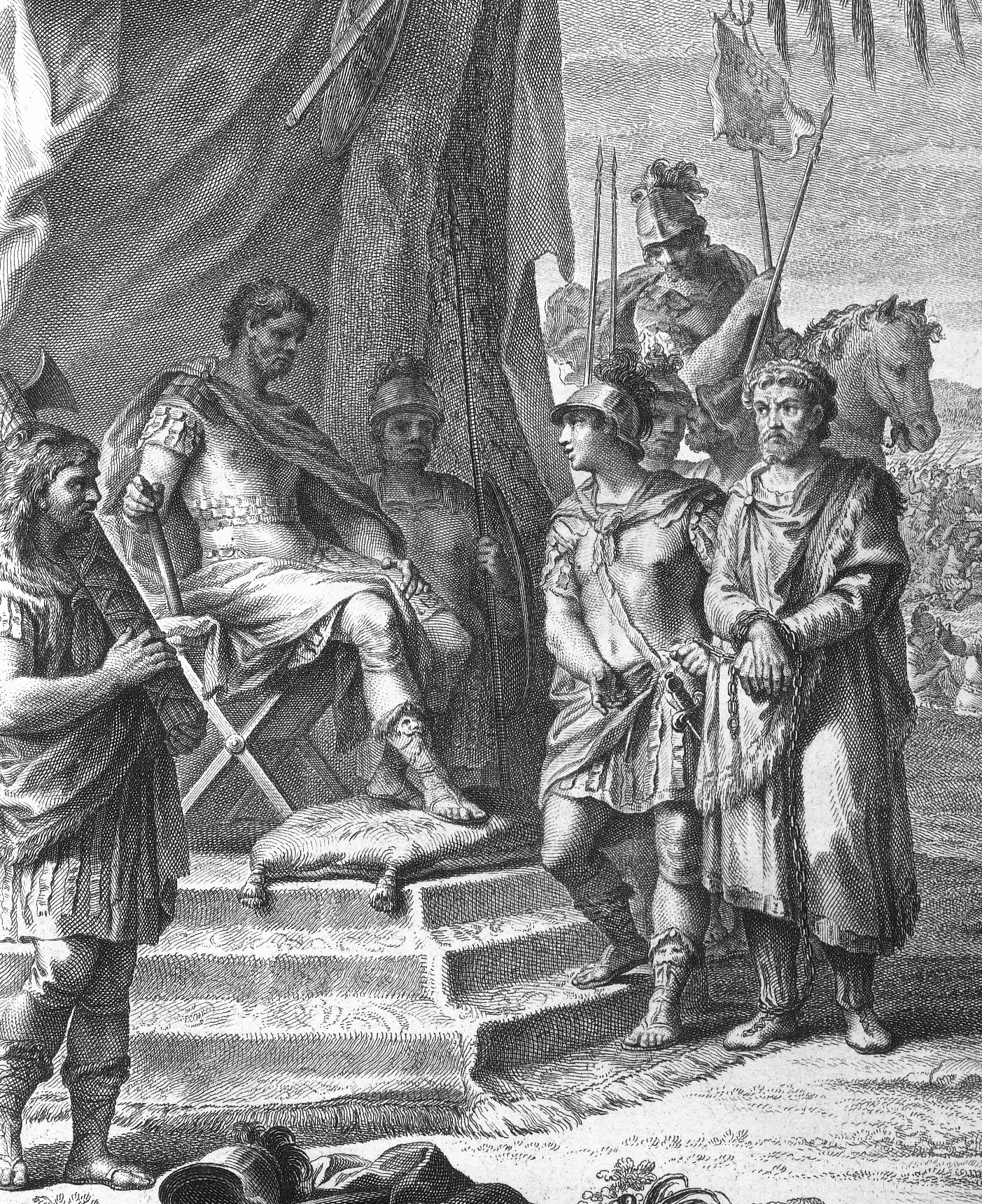
De gevangenname van Jugurtha, door Joachin Ibarra

Jugurtha (160 v.Chr. - 104 v.Chr.) was een Berbers-Numidische koning ten tijde van de Romeinse Republiek. Zijn opkomst en ondergang wordt beschreven door Gaius Sallustius Crispus in De oorlog tegen Jugurtha. Bekend is een uitspraak van hem, waarin hij Rome beschreef als "urbem venalem et mature perituram, si emptorem invenerit" ("een stad die te koop is en verdoeming te wachten staat, mocht ze ooit een koper vinden").

## Opkomst van Jugurtha
Na de dood van Micipsa werd de macht verdeeld tussen haar zonen en Jugurtha, waarbij Jugurtha het eigenlijke koningschap erfde en de twee zonen andere belangrijke taken op zich namen. De samenwerking tussen de broers werkte echter niet en Numidië werd uiteindelijk in drie delen verdeeld tussen de jongens.
In Numidië vochten Jugurtha  en zijn neef Adherbal van Numidië om de troon. De Senaat werd erbij gehaald om te bemiddelen. Het Noord-Afrikaanse koninkrijk werd verdeeld in twee ongelijke delen. Jugurtha kreeg het beste deel van het rijk. Jugurtha was echter niet tevreden met een half koninkrijk. In 115 v.Chr. drong hij Adherbal tot zijn hoofdstad Cirta terug. Na een korte belegering nam hij de stad in en liet hij alle verdedigers ter dood brengen. Voor de talrijke Italische kooplui onder hen maakte hij geen uitzondering.

## De Oorlog tegen Jugurtha
Toen het bericht van de massamoord binnenkwam, raakte het volk in Rome in razernij. Een woedende publieke opinie dwong de Senaat tot een oorlogsverklaring. In 111 v.Chr. trok een leger onder leiding van consul Bestia naar Numidië om orde en recht in te voeren, maar hij sloot een voorlopige vrede. De senatoren lieten Jugurtha naar Rome komen om in een rechtszaak zijn integriteit te bewijzen. Smeergeld dat op het juiste moment onder twee tribunen werd verdeeld, hield de rechtszaak tegen. Jugurtha liet midden in Rome een andere troonpretendent van Numidië vermoorden. In zijn land teruggekeerd hervatte Jugurtha de oorlog met de oude methode. 
Hij versloeg in 110 v.Chr. een Romeins leger. De Romeinen konden de situatie niet meer aanzien en de consul Metellus werd naar Numidië gestuurd. Hij herstelde orde en tucht, net zoals Scipio voor Numantia had gedaan. Zorgvuldig werd alles wat boven de grond uitstak weggemaaid en algauw was Jugurtha niet meer dan een guerrillero in een verbrand land. Maar de koning kende het terrein beter dan zijn vijanden. Steeds wist hij de Romeinse legers uit handen te blijven. Het enige dat ze konden doen, was het eigendom van de bevolking vernietigen.

## Ondergang
Metellus had een bekwaam adjudant in Gaius Marius. Deze was een lid van de equites (ridders) die dankzij de steun van Scipio tot de senatorenstand was opgeklommen. Als lid van de equites en protegé van een liberale familie steunde hij de tegenstanders van de optimates. Toen hij een conflict kreeg met zijn superieur, koos het volk hem tot consul. En daarna stuurde de comitia tributa hem als opperbevelhebber naar Numidië, een opdracht die tot dan toe alleen de senaat had gegeven. Marius maakte de oorlog met Jugurtha niet helemaal af. Hij werd voor belangrijker taken in het noorden weggeroepen, want de Teutonen en Cimbren bedreigden Italië. Zijn taak werd door Lucius Cornelius Sulla afgerond. Deze zocht contact met de schoonvader van Jugurtha, Bocchus I, koning van Mauretania en slaagde erin hem over te halen Jugurtha te verraden. Bocchus garandeerde een veilig overleg tussen Jugurtha en Sulla, waarbij Jugurtha ongewapend en vergezeld van slechts weinig mannen verscheen. Zodra zij hem zagen, sloegen Sulla's mannen de dienstmannen van de woestijnheer neer en sloegen hem in de ijzers.  
Jugurtha werd naar Rome gevoerd en na de triomftocht van Marius in het vochtige Tullianum (bronnenhuis) van de Mamertijnse gevangenis onder het Capitool geworpen. "Het is maar een koele badkamer, die jullie je gasten aanbieden," moet hij in hoon gezegd hebben. Zes dagen vocht hij tegen de dood, tot hij door kou en honger bezweek.